# Wilhelm Groener
Wilhelm Groener est un militaire et homme d'État allemand, né le 22 novembre 1867 à Ludwigsbourg (Royaume de Wurtemberg) et mort le 3 mai 1939 à Potsdam (Allemagne).
Il est ministre des Transports de 1920 à 1923, ministre de la Défense de 1928 à 1932 puis ministre de l'Intérieur de 1931 à 1932.

## Première carrière
Wilhelm est le fils d'un officier payeur du 25e régiment de dragons (de) Karl Eduard Groener (mort en 1893) et son épouse Auguste, née Boleg.
Après avoir obtenu son diplôme du lycée, Groener devient Fahnenjunker le 22 novembre 1884 dans le 121e régiment d'infanterie (de) l'armée wurtembergeoise. Le 9 septembre 1886, il est promu lieutenant. Du 3 avril 1890 au 30 septembre 1893, Groener est l'adjudant du bataillon. Il est ensuite affecté à l'Académie de guerre de Berlin jusqu'au 21 juillet 1896. Il retourne ensuite servir dans son régiment régulier, est commissionné au Grand État-Major général le 1er avril 1897, et y devient capitaine le 25 mars 1898. À ce titre, Groener est commandant de compagnie dans le 98e régiment d'infanterie pendant deux ans à partir du 12 septembre 1902, puis il est muté au Grand État-major général à partir du 1er octobre 1904. Après avoir été promu major le 27 janvier 1906, il est affecté à l'état-major général du 7e corps d'armée le 1er juillet 1907, et le 10 septembre 1908, il est nommé premier officier d'état-major général à l'état-major général du 13e corps d'armée. Il occupe ce poste pendant les deux années suivantes, et le 18 août 1910, il reçoit le commandement du 3e bataillon du 125e régiment d'infanterie (de) Avec effet au 1er octobre 1911, il est à nouveau transféré au Grand État-major général, où il est nommé chef du département des chemins de fer un an plus tard, et entre-temps, il est promu lieutenant-colonel le 13 septembre 1912.
En novembre 1916, Groener devint chargé de l'effort de guerre au ministère de la Guerre de Prusse. En août 1917, il prit la tête de l'état-major d'un groupe d'armées en Ukraine et après le départ de Ludendorff le 29 octobre 1918, il le remplaça comme quartier-maitre général de l'OHL.
La pression des Alliés se renforce et la situation militaire, politique et sociale devient si critique que la révolution menace. Le maréchal Hindenburg, accompagné par Groener incite l'empereur Guillaume II à abdiquer, dans la mesure où le souverain a perdu la confiance de l'armée et qu'il n'a plus aucun soutien en Allemagne. L'empereur se résigne et abdique 9 novembre 1918 tandis que son fils et héritier renonce à ses droits au trône laissant la couronne à son fils âgé de 12 ans. La participation efficace du général Groener à l'effort de guerre allemand lors de la Première Guerre mondiale avec des qualités d'organisateur lui permit d'obtenir le grade de général et d'accéder au poste de chef d'état-major général.

## République de Weimar
Lorsque les spartakistes créèrent une république des soviets à Berlin et que Friedrich Ebert fut nommé chancelier, il entra en contact avec le nouveau chancelier qu'il avait connu lors de son passage au ministère de la Guerre de Prusse ; la république de Weimar étant proclamée, ils conclurent le pacte Ebert-Groener qui resta secret de nombreuses années. Ce pacte engage l'armée, dont il est le numéro deux, dans le soutien de la jeune république, ce qui lui vaudra le ressentiment d'une partie du corps des officiers qui soutenait la monarchie.
En mai et juin 1919, il doit affronter à nouveau l'avis de nombreux officiers pour faire admettre la nécessité de signer le traité de Versailles, en s'opposant en particulier aux velléités de résistance dans les provinces de l'Est, que soutenait le ministre prussien de la Guerre, Walther Reinhardt.
En septembre 1919, pour protester contre le licenciement d'une grande partie de l'armée, il se retire et dirige le ministère des Transports de 1920 à 1923.
Il succède à Otto Geßler comme ministre de la Défense, poste qu'il occupe de 1928 à 1930. Il cumula son poste avec celui de ministre de l'Intérieur à partir de 1931. Il mit en place une politique hostile aux SA ; lorsqu'il soutint cette opinion au Reichstag, il fut pris à partie par Hermann Göring : tentant de se justifier en prenant la parole en personne, il fut malmené par les élus nazis et sa santé défaillante (il souffrait de diabète et avait 65 ans) ne lui permit pas de faire efficacement front. Affaibli physiquement et politiquement, il se réfugia chez Kurt von Schleicher qui lui conseilla de démissionner. Il en appela alors au président Hindenburg qui lui dit qu'il ne pouvait intervenir. Ce désaveu, l'humiliation et sa santé firent qu'il ne réapparut pas sur la scène politique après sa démission le 30 mai 1932.

## Vie privée

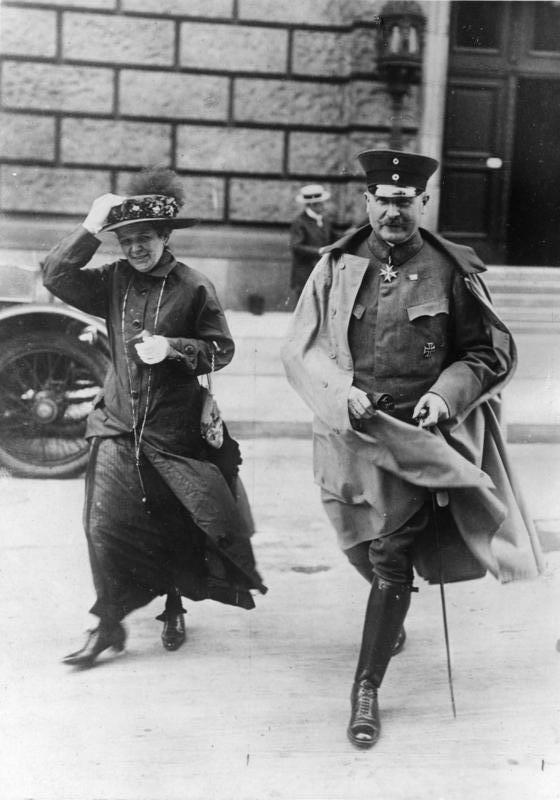
Groener et son épouse en 1917.

Marié deux fois, il eut avec Hélène Geyer (1864-1926) deux filles, Dorothée Groener-Geyer et Ruth Naeher-Glück.